# Liz Truss
Elizabeth Mary Truss (født 26. juli 1975) er en britisk politiker, der var Storbritanniens premierminister og leder af det britiske konservative parti fra den 6. september til den 25. oktober 2022. Den 20. oktober 2022 meldte hun sin tilbagetræden som premierminister og formand for partiet, efter stor utilfredshed med hendes indførelser af massive skattelettelser, det britiske punds fald og udskiftninger på flere ministerposter.
Truss er med hendes blot 50 dage som premierminister også den kortest siddende i Storbritanniens historie. Ved det første parlamentsvalg efter sin fratræden som premierminister, valget i juli 2024, mistede Truss sin plads i Underhuset.

## Karriere
Liz Truss har været medlem af parlamentet (MP) for South West Norfolk siden 2010. Hun har været udenrigsminister fra 2021 og minister for kvinder og ligestilling fra 2019 frem til premierministerposten i 2022. Hun er medlem af det konservative parti og har haft flere regeringsposter under premierministrene David Cameron, Theresa May og Boris Johnson.
Truss studerede på Merton College ved University of Oxford, hvor hun var formand for studenterafdelingen af Liberaldemokraterne. Hun dimitterede i 1996 og meldte sig efterfølgende ind i det konservative parti. Hun arbejdede med salg og som økonom og var vicedirektør i tænketanken Reform, inden hun blev indvalgt i Underhuset ved valget i 2010. Som menigt parlamentsmedlem opfordrede Truss til reformer på en række politikområder, herunder børnepasning, matematikundervisning og økonomi. Hun grundlagde Free Enterprise Group of Conservative MPs og skrev eller var medforfatter til en række artikler og bøger, herunder After the Coalition (2011) og Britannia Unchained (2012).
Truss var minister for børnepasning og uddannelse fra 2012 til 2014, før hun ved en regeringsrokade i 2014 blev medlem af kabinettet og udnævnt til minister for miljø, fødevarer og landdistriktsanliggender af premierminister David Cameron. Hun var en fremtrædende tilhænger af Britain Stronger in Europe-kampagnen som argumenterede for, at Storbritannien skulle forblive i EU ved folkeafstemningen i 2016, men kom hun til at støtte Brexit efter resultatet.
Efter at Cameron trådte tilbage i juli 2016, blev hun udnævnt til justitsminister og Lord Chancellor af Theresa May, og blev den anden kvindelige Lord Chancellor i embedets tusindårige historie (efter Eleonora af Provence i 1253).  Efter parlamentsvalget i 2017 blev Truss udnævnt til vicefinansmnister. Efter May trådte tilbage i 2019, støttede Truss Boris Johnsons succesfulde forsøg på at blive konservativ leder. Efter Johnson blev udnævnt til premierminister, udnævnte han Truss til minister for international handel og formand for Board of Trade, før han udnævnte hende til udenrigsminister i 2021 som Dominic Raabs efterfølger. Hun er den første kvindelige konservative udenrigsminister og den anden kvindelige udenrigsminister efter Margaret Beckett. Truss blev udpeget som den britiske regerings chefforhandler med Den Europæiske Union og som Storbritanniens formand for EU-UK Partnerskabsrådet den 19. december 2021 efter David Frost.